# سندهیلیان‌والی
سندهیلیان‌والی (به انگلیسی: Sandhilianwali) یک منطقهٔ مسکونی در پاکستان است که در پنجاب واقع شده‌است. سندهیلیان‌والی ۵٬۰۰۰ نفر جمعیت دارد.